# Gregorio Luperón nemzetközi repülőtér
A Gregorio Luperón nemzetközi repülőtér (IATA: POP, ICAO: MDPP) a Dominikai Köztársaság egyik nemzetközi repülőtere, amely Sosúa közelében található. Éves utasforgalma 645 064 fő (2022).

## Légitársaságok és úticélok
2023-ban a Gregorio Luperón nemzetközi repülőtérről az alábbi járatok indulnak:

### Személy
| Légitársaság           | Célállomások |
| ---------------------- | --- |
| Air Canada Rouge       | Toronto–Pearson Szezonális: Montréal–Trudeau                                                                     |
| Air Transat            | Montréal–Trudeau, Toronto–Pearson Szezonális: Halifax, Hamilton, Ottawa, Québec City                             |
| American Airlines      | Miami Szezonális: Charlotte                                                                                      |
| Condor                 | Szezonális: Frankfurt                                                                                            |
| Edelweiss Air          | Zurich |
| InterCaribbean Airways | Szezonális: Providenciales                                                                                       |
| JetBlue                | New York–JFK Szezonális: Boston                                                                                  |
| LOT                    | Charter: Katowice Szezonális charter: Poznań, Varsó–Chopin                                                       |
| Nordwind Airlines      | Charter: Moscow–Sheremetyevo                                                                                     |
| Silver Airways         | San Juan (2023 december 9-től)                                                                                   |
| Sunwing Airlines       | Montréal–Trudeau, Toronto–Pearson Szezonális: Halifax, Moncton, Ottawa, Québec City, Regina, Saskatoon, Winnipeg |
| TUI fly Nordic         | Szezonális charter: Copenhagen, Stockholm–Arlanda                                                                |
| United Airlines        | Newark |
| WestJet                | Szezonális: Toronto–Pearson                                                                                      |

### Cargo
| Légitársaság | Célállomások                                           |
| ------------ | ------------------------------------------------------ |
| Amerijet     | Miami, Santiago de los Caballeros                      |
| DHL Aviation | Santiago de los Caballeros, Santo Domingo–Las Américas |
| IBC Airways  | Miami                                                  |

## Forgalom
Az utasforgalom az elmúlt években az alábbi módon változott:
| Utasok száma | 1 582 176 | 1 567 061 | 1 237 383 | 1 304 132 | 1 094 093 | 769 938 | 768 568 | 945 441 | 839 962 | 645 064 |
|              | 1998      | 2001      | 2003      | 2006      | 2009      | 2011    | 2014    | 2017    | 2019    | 2022    |